# Цуруга (княжество)

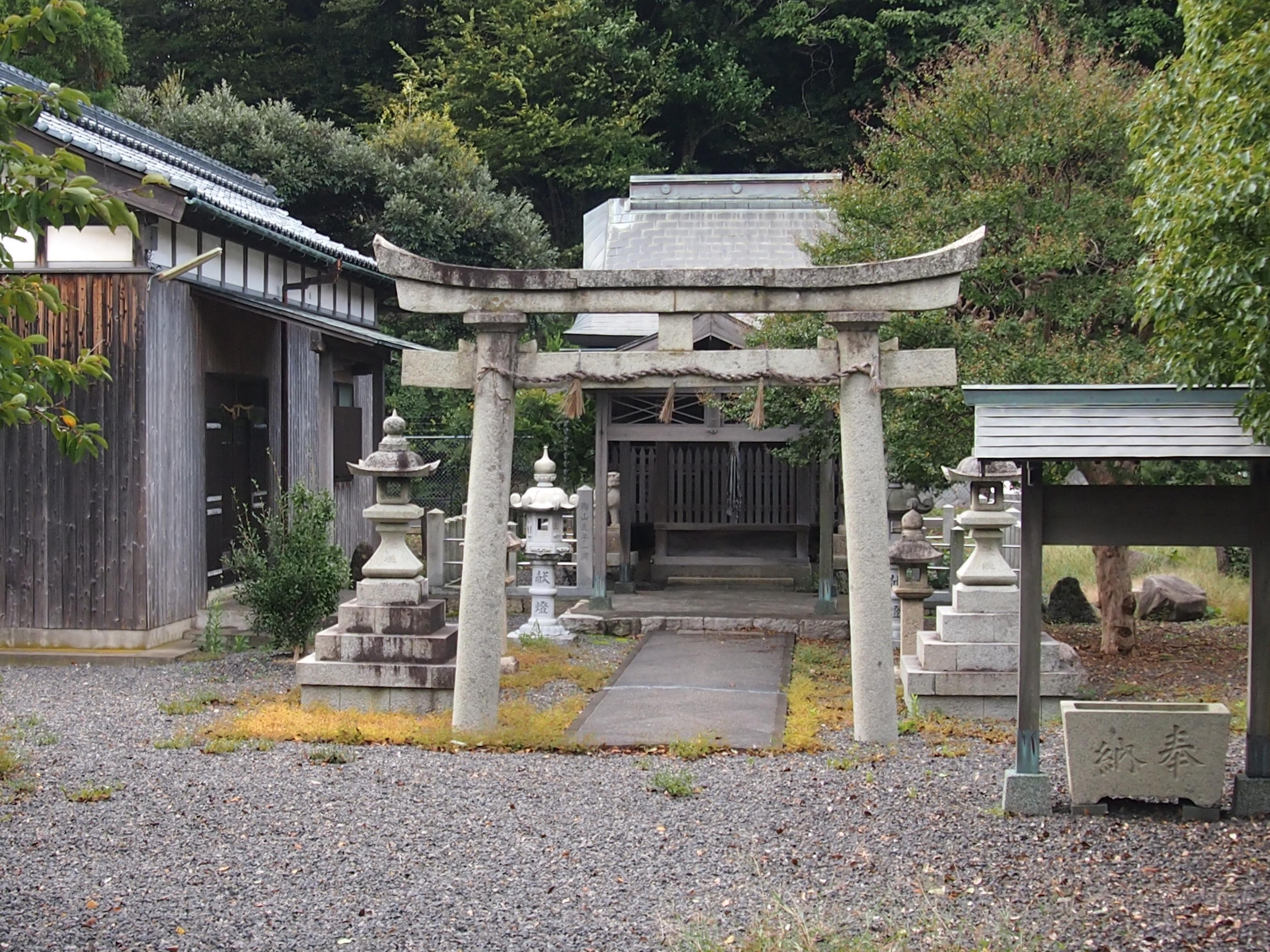
Святилище Марияма, расположенное на месте Цуруга-дзинья

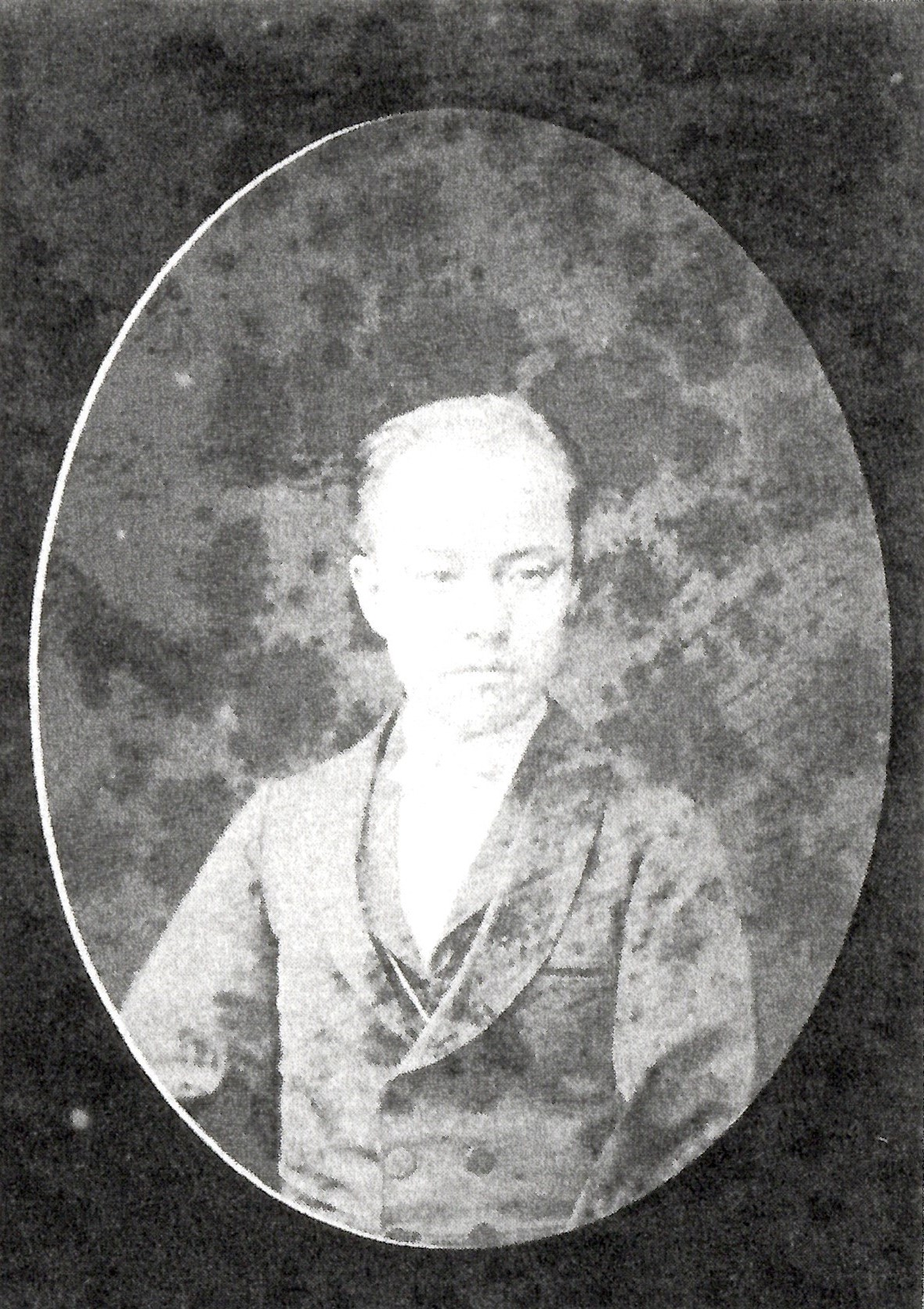
Сакаи Тадацунэ (1848—1894), 8-й и последний даймё Цуруга-хана (1867—1871)

Княжество Цуруга (яп. 敦賀藩 Цуруга-хан) — феодальное княжество (хан) в Японии периода Эдо (1682—1871). Цуруга-хан располагался в провинции Этидзэн в регионе Хокурикудо (северная часть современной префектуры Фукуи) на острове Хонсю. Княжество также называли Марияма-хан (山山藩).

## История
Административный центр хана: Цуруга-дзинья в провинции Этидзэн (современный город Цуруга в префектуре Фукуи).
Район Цуруга издревле был важным морском портом на побережье Японском моря. В период Сэнгоку Цуруга перешла под контроль Сибаты Кацуиэ (1522—1583). В правление Тоётоми Хидэёси Цуруга с доходом 50 000 коку риса была передана во владение Хатия Ёритаки (1534—1589). В 1589 году после смерти Хатии Ёритаки, не оставившего наследников, Цуруга-хан перешёл к Отани Ёсицугу (1558/1565 — 1600). Однако после своей победы в битве при Сэкигахаре в 1600 году Токугава Иэясу пожаловал всю провинцию Этидзэн в качестве феода Фукуи-хан (680 тысяч коку) своему второму сыну Юки Хидэясу (1574—1607). В 1615 году замок Цуруга был разрушен. Сын Юки Хидэясу Мацудайра Таданао (1595—1650), 2-й даймё Фукуи-хана, в 1622 году был отстранён от власти в княжестве сёгунатом за плохое управление. Фукуи-хан был значительно уменьшен в размерах. Район Цуруги был разделён между Обама-ханом, где правил клан Сакаи, и территорией тэнрё, контролируемой непосредственно сёгунатом.
В 1682 году Сакаи Таданао (1630—1682), 2-й даймё домена Обамы (1656—1682), оставил завещание, в котором говорилось, что часть владений Обама-хана в Цуруге (10 000 коку) должна быть передана как отдельный домен для его второго сына, Сакаи Тадасиге (1653—1706). Это стало началом создания Цуруги-хана. Первоначально домен существовал полностью как дочернее княжество Обама-хана и продолжал управляться как неотъемлемая часть этого домена. Хотя дзинья была построена в районе Марияма в 1687 году, только несколько официальных лиц жили там. Даймё Цуруга-хана служил чиновником в правительстве сёгуна и предпочитал оставаться в резиденции княжества в Эдо. Четвёртый даймё Цуруги, Сакаи Тадака (1731—1788), начал предпринимать шаги по утверждению независимости княжества от Обама-хана с 1759 года. Однако сто лет спустя домен все ещё оставался экономически зависимым от Обама-хана, а 7-й даймё, Сакаи Тадамасу (1833—1867), даже безуспешно предлагал, чтобы Цуруга-хан был вновь включён в состав Обама-хана. В 1861 году кокудака княжества была увеличена на 1 060 коку, Сакаи Тадамасу получил должность вакадосиёри. Во время Войны Босин Цуруга-хан последовал примеру Обама-хана и перешёл на сторону императорского правительства. Последний даймё Цуруга-хана, Сакаи Тадацунэ (1867—1871) служил имперским губернатором при правительстве Мэйдзи до отмены системы хан в 1871 году.

## Список даймё
| #                                  | Имя                           | Годы правления | Титул                   | Придворный ранг                            | кокудака            |
| ---------------------------------- | ----------------------------- | -------------- | ----------------------- | ------------------------------------------ | ------------------- |
| клан Сакаи (фудай-даймё) 1682—1871 |                               |                |                         |                                            |                     |
| 1                                  | Сакаи Тадасигэ (яп. 酒井忠稠) | 1682-1706      | Укё-но-сукэ (右京亮)    | Младший 5-й ранг, младший класс (従五位下) | 10,000 коку         |
| 2                                  | Сакаи Тадагику (яп. 酒井忠菊) | 1706-1722      | Хида-но-ками (修理大夫) | Младший 5-й ранг, младший класс (従五位下) | 10,000 коку         |
| 3                                  | Сакаи Тадатакэ (яп. 酒井忠武) | 1722-1731      | Укё-но-сукэ (右京亮)    | Младший 5-й ранг, младший класс (従五位下) | 10,000 коку         |
| 4                                  | Сакаи Тадака (яп. 酒井忠香)   | 1731-1788      | Хида-но-ками (修理大夫) | Младший 5-й ранг, младший класс (従五位下) | 10,000 коку         |
| 5                                  | Сакаи Таданобу (яп. 酒井忠言) | 1788-1797      | Сагами-но-ками (相模守) | Младший 5-й ранг, младший класс (従五位下) | 10,000 коку         |
| 6                                  | Сакаи Тадаэ (яп. 酒井忠藎)    | 1797-1833      | Хида-но-ками (修理大夫) | Младший 5-й ранг, младший класс (従五位下) | 10,000 коку         |
| 7                                  | Сакаи Тадамасу (яп. 酒井忠毗) | 1833-1867      | Укё-но-сукэ (右京亮)    | Младший 5-й ранг, младший класс (従五位下) | 10,000->11,060 коку |
| 8                                  | Сакаи Тадацунэ (яп. 酒井忠経) | 1867-1871      | Укё-но-сукэ (右京亮)    | Младший 5-й ранг, младший класс (従五位下) | 11,060 коку         |

- Сакаи Тадасигэ (酒井忠稠, 27 апреля 1653 — 12 июля 1706), 1-й даймё Цуруга-хана в провинции Этидзэн (1682—1706). Родился в резиденции калан Сакаи в Эдо, второй сын Сакаи Таданао (1630—1682), даймё Обама-хана. В 1682 году после смерти своего отца он получил отдельный домен (10 000 коку) в провинции Этидзэн. Его титул учтивости — Укё-но-сукэ. Его женой была дочь Дои Тосифусы, даймё Оно-хана. Тадасигэ скончался в 1706 году и был похоронен в храме Сейсо-дзи в Атаго (Токио).

- Сакаи Тадагику  (酒井忠菊, 26 октября 1679 — 22 марта 1722) — 2-й даймё Цуруга-хана в провинции Этидзэн (1706—1722). Старший сын Сакаи Тадасигэ, он стал даймё Цуруги-хана после смерти своего отца в 1706 году. Скончался в 1722 году. Его первой женой была дочь Хотты Масаясу, даймё Оми-Миягава-хана, а позднее во второй раз женился на дочери Аоямы Тадасигэ, даймё Камеяма-хана. Его титул учтивости — Хида-но-ками.

- Сакаи Тадатакэ (酒井忠菊, 3 февраля 1709 — 21 сентября 1731) — 3-й даймё Цуруга-хана в провинции Этидзэн (1722—1731). Третий сын семье Сакаи Тадагику. Он был принят на официальной аудиенции сёгуном Токугава Ёсимунэ в 1715 году, а стал даймё после смерти своего отца в 1722 году. Его титул учтивости — Укё-но-сукэ. Однако он был освобождён от должности из-за пожара, который сжёг резиденцию клана в 1723 году. Он умер без наследника в 1731 году.

- Сакаи Тадака  (酒井忠香, 1715 — 3 декабря 1791) — 4-й даймё Цуруга-хана в провинции Этидзэн (1722—1733). Восьмой сын Сакаи Тадагику. Он был посмертно принят в качестве наследника своего старшего брата Тадатакэ и стал даймё в 1731 году. Он отказался от власти в княжестве в 1788 году и скончался в 1791 году. Его титул учтивости — Харима-но-ками, позднее — Хида-но-ками. Его женой была дочь Мидзуно Тадасады из Ходзё-хана.

- Сакаи Таданобу (酒井忠言, 13 февраля 1756 — 27 марта 1799) — 5-й даймё Цуруга-хана в провинции Этидзэн (1788—1797). Четвёртый сын Сакаи Тадаки, он унаследовал титул даймё после отставки своего отца в 1788 году, так как его три старших брата умерла во младенчестве. В 1797 году он отказался от власти и скончался в 1799 году в возрасте 44 лет. Его женой была дочь Миуры Акицугу, даймё Мимасака-Кацуяма-хана. Его титул учтивости — Сагами-но-ками.

- Сакаи Тадаэ (酒井忠藎, 20 февраля 1781 — 8 июля 1833) — 6-й даймё Цуруга-хана в провинции Эдинзэн (1797—1833). Старший сын и преемник Сакаи Таданобу. Его титул учтивости — Укё-но-сукэ, затем Хида-но-ками. Он стал даймё в 1797 году после отставки своего отца. Его женой была внучка Аримы Такасуми, даймё Маруока-хана. Он скончался в 1833 году в возрасте 53 лет.

- Сакаи Тадамасу (酒井忠毗, 26 июля 1815 — 12 февраля 1876) — 7-й даймё Цуруга-хана в провинции Этидзэн (1833—1867). Четвёртый сын и преемник Сакаи Тадаэ. Его первой женой была дочь Сакаи Тадамити, даймё Дева-Мацуяма-хана, позднее он женился на дочери Нагаи Наосукэ, даймё Кано-хана. Он стал даймё после смерти своего отца в 1833 году. Трижды занимал пост вакадосиёри в правительстве сёгуната Токугава (1853—1862, 1863, 1864—1866). Участник ряда дипломатических переговоров. В 1859 году русский генерал Николай Муравьёв-Амурский привёл флот из семи кораблей в бухту Эдо и потребовал, чтобы Япония официально признала российский сюзеренитет на всем островом Сахалин. Сакаи Тадамасу и Эндо Таненори (из Миками-хана) выступили в качестве переговорщиков с японской стороны, утверждая, что не только Сахалин является японской территорией, но и Курильские острова, включая полуостров Камчатка. В 1861 году Сакаи Тадамасу встречался с британским министром Резерфордом Алкоком и французским министром Густавом Дачезне де Белькуром по поводу убийства Генри Хойскина. В 1863—1864 годах Сакаи Тадамасу участвовал в переговорах с британским поверенным в делах Эдвардом Сент-Джоном Нилом по поводу репараций, требуемых в связи с инцидентом в Намамуги, а также с французской, британской, голландской и американской делегациями по поводу кампании в Симоносеки. Несмотря на то, что он был сторонником сёгуната в период Бакумацу, Сакаи Тадамасу оставил свои посты во время Тайсэй Хокан и после битвы при Тоба-Фусими со своим княжеством перешёл на сторону нового правительства Мэйдзи.

- Сакаи Тадацунэ (酒井忠経, 26 сентября 1848 — 5 декабря 1884) — 8-й и последний даймё Цуруга-хана в провинции Этидзэн (1867—1871). Четвёртый сын Сакаи Тадамасу. Его женой была дочь Итакуры Кацуаки, даймё Фукусима-хана. Он стал даймё в 1867 году, когда его отец подчинился правительству Мэйдзи и стал имперским губернатором в 1869 году. Когда Цуруга-хан был объединён с Обама-ханом в 1870 году, он впоследствии служил имперским губернатором провинции Обама до отмены системы хан в 1871 году.